# Ceratitis contramedia
Ceratitis contramedia är en tvåvingeart som först beskrevs av Munro 1937.  Ceratitis contramedia ingår i släktet Ceratitis och familjen borrflugor.
Artens utbredningsområde är Kenya. Inga underarter finns listade i Catalogue of Life.